# Love? (álbum de Jennifer Lopez)
Love? (estilizado como JLOVE?) é o sétimo álbum de estúdio da cantora, actriz e compositora norte-americana Jennifer Lopez, lançado a 28 de Abril de 2011 na Grécia. Produzido durante a gravidez dos seus gêmeos Emme e Max, foi considerado o trabalho mais pessoal de Lopez até à data, inspirando-se no nascimento dos seus filhos e nas suas próprias experiências com o amor. As sessões de gravação começaram em 2009, com data de lançamento original definida para janeiro de 2010, para que coincidisse com o mais recente filme da cantora, The Back-up Plan. No entanto, após a falta de sucesso com o single "Louboutins", Lopez e a Sony Music Entertainment decidiram afastar-se da editora discográfica Island Records, deixando o destino de Love? incerto.
Em 2010, Lopez assinou um novo contrato de gravação com a Island Def Jam Music Group, permitindo a continuação do processo para o lançamento. O disco estreou no número cinco da tabela musical norte-americana Billboard 200, vendendo 83 mil cópias na sua primeira semana de lançamento, tornando-se sexto álbum da actriz a atingir as dez melhores posições da tabela, e a mais alta desde 2005.

## Sobre o álbum
Atualmente em enorme evidência como jurada do ‘reality show’ “American Idol”, Lopez retoma sua carreira musical após três anos se passarem desde “Brave” (2007). “Love?”, 7º álbum na discografia, traz de volta todo o groove latino tipo exportação de Jennifer: produção ‘blaster-mega-ultra top’ de RedOne, repertório pronto para o sucesso e uma lista enorme de participações especiais como o duo norueguês Stargate, Lady Gaga, Lil Wayne, Tricky Stewart, entre outros.

## Recepção da crítica
| Críticas profissionais | Críticas profissionais |
| Avaliações da crítica  | Avaliações da crítica  |
| Fonte                  | Avaliação              |
| ---------------------- | ---------------------- |
| Allmusic               | [ 2 ]                  |
| BBC                    | (Positiva)             |
| Billboard              | (Positiva)             |
| Boston Globe           | (Favorável)            |
| Cana Pop               | [ 1 ]                  |
| Entertainment Weekly   | (C)                    |
| Houston Chronicle      | [ 7 ]                  |
| IGN Music              | [ 8 ]                  |
| Slant Magazine         | [ 9 ]                  |
| The Washington Post    | (Positiva)             |

O álbum recebeu em sua maioria criticas mixadas e positivas. Stephen Thomas Erlewine editor do Allmusic deu uma não-favorável avaliação ao álbum e disse que "Ela é doce o suficiente, mas que precisa de refrões pegajosos para brilhar mais, o que falta em Love?", segundo ele. Alex Mcapherson da BBC foi mais positivo, dizendo que "Lopez possui tanto uma leveza de toque quanto uma confiança de uma diva natural, o que significa que sempre que ela cai na pista ela convence, sem ser tão arrogante". Ken Capobianco reclamou que "há muito pouco sabor latino ao álbum, o que é substituido por batidas dançantes para sincronizar melhor com a voz da cantora". Aaaron M. do "Canal Pop" (do site Terra) concedeu uma critica extremamente positiva ao álbum, dizendo que "Lopez encontrou tempo para um ótimo álbum dance, eletrônico, festivo e latino, perfeito para as pistas". Ele destacou a faixa “Papi” "onde o sangue latino de Jennifer fala mais alto do que nunca". Aaaron encerrou a critica, dizendo que "“Love?” é um ótimo álbum que mostra porque Jennifer Lopez é um dos maiores nomes do Pop mundial". Joey Guerra do Houston Chronicle disse que "o álbum atualiza o status de diva". Chad Grischow do IGN disse que "O álbum está em seu melhor quando o ritmo é dobrado em cima da músicas feitas para o clube, mas que começa a ter problemas com a mediocridade de canções no estilo R&B, que retarda a grande festa". Sal Cinquemani da Slant Magazine compartilhou do mesmo pensamento, dizendo que "Love?" não é apenas um álbum dance, o que deveria ter sido, mas mistura faixas R&B que parecem ter sido gravadas anos atrás". Allison Stewart do Washington Post disse que "Love é um carnaval implacável de ruídos e temas, mas isso não é uma coisa ruim: Lopez nunca pareceu tão esforçada". Poderia parecer desesperada, mas ela é carinhosa com a sua música."

## Recepção comercial
Em sua primeira semana na Billboard 200 dos Estados Unidos, o álbum estreou na posição #5, vendendo mais de 83 mil cópias, sendo melhor que o álbum antecessor "Brave" que estreou em #12 e vendeu apenas 52 mil cópias. Na segunda semana, o álbum caiu para posição #9, vendendo 33 mil cópias. Na terceira semana, o álbum caiu para posição #18, vendendo 18 mil cópias. Na quarta semana, o álbum caiu apenas uma posição, #19, vendendo mais de 15 mil cópias. Na quinta semana, o álbum caiu para a posição #38, vendendo 12 mil cópias. Na sexta semana, o álbum caiu bastante para a posição #61, vendendo apenas 8 mil cópias. Love?, até agora, vendeu mais de 192 mil cópias apenas nos Estados Unidos e mais de 1 Milhão de cópias em todo o mundo.

## Prêmios e indicações
| ALMA Awards                        | Artista Feminina Favorita                        | Jennifer Lopez | Indicado |
| American Music Awards              | Artista Latino Favorito                          | Jennifer Lopez | Venceu   |
| ARIA Music Awards                  | Artista Internacional Mais Popular               | Jennifer Lopez | Indicado |
| Billboard Latin Music Awards       | Melhor Artista Feminina                          | Jennifer Lopez | Indicado |
| Billboard Latin Music Awards       | Melhor Canção Pop Latina                         | Ven a Bailar   | Indicado |
| Billboard Latin Music Awards       | Música do Ano                                    | Ven a Bailar   | Indicado |
| LOS40 Music Awards                 | Melhor Artista Latino                            | Jennifer Lopez | Indicado |
| LOS40 Music Awards                 | Melhor Canção Internacional                      | On the Floor   | Indicado |
| Premios Juventud                   | Combinação Perfeita                              | On the Floor   | Indicado |
| The Record of the Year             | Gravação do Ano                                  | On the Floor   | Indicado |
| Echo Awards                        | Hit do Ano                                       | On the Floor   | Indicado |
| Guinness World Records             | Vídeo Feminino Mais Assistido de Todos os Tempos | On the Floor   | Venceu   |
| International Dance Music Awards   | Melhor Faixa Latina/Reggaeton                    | On the Floor   | Indicado |
| International Dance Music Awards   | Melhor Faixa Comercial/Pop Dance                 | On the Floor   | Indicado |
| MTV Video Play Awards              | Prêmio de Platina                                | On the Floor   | Venceu   |
| RTHK International Pop Poll Awards | Top 10 Músicas Internacionais                    | On the Floor   | Indicado |
| Swiss Music Awards                 | Melhor Hit Internacional                         | On the Floor   | Indicado |
| MTV Europe Music Awards            | Melhor Canção                                    | On the Floor   | Indicado |
| MTV Europe Music Awards            | Melhor Artista Feminina                          | Jennifer Lopez | Indicado |
| Virgin Media Music Awards          | Melhor Colaboração                               | I'm Into You   | Indicado |

## Alinhamento de faixas
A lista das faixas que constituem o disco foi revelada pela revista norte-americana Rap-Up a 8 de Abril de 2011.
| N.º            | Título                                           | Compositor(es) | Produtor(es)                                 | Duração |  |
| 1.             | "On the Floor" (com a participação de Pitbull)   | Nadir Khayat, Kinda Hamid, Bilal Hajji, Armando Perez, Gonzalo Hermosa, Ulises Hermosa, Achraf Janussi, Geraldo Sandell | RedOne                                       | 4:44    |  |
| 2.             | "Good Hit"                                       | Terius Nash, Christopher Stewart                                                                                        | Terius "The-Dream" Nash, C. "Tricky" Stewart | 4:04    |  |
| 3.             | "I'm Into You" (com a participação de Lil Wayne) | Taio Cruz, Mikkel S. Eriksen, Tor E. Hermansen, Dwayne Carter                                                           | Stargate                                     | 3:20    |  |
| 4.             | "(What Is) Love?"                                | Diana Gordon, Dernst Emile II                                                                                           | D'Mile                                       | 4:26    |  |
| 5.             | "Run the World"                                  | Nash, Stewart | Terius "The-Dream" Nash, C. "Tricky" Stewart | 3:55    |  |
| 6.             | "Papi"                                           | Khayat | RedOne                                       | 3:43    |  |
| 7.             | "Until It Beats No More"                         | Troy Johnson, Evan Bogart, Jorgen Elofsson                                                                              | Radio                                        | 3:52    |  |
| 8.             | "One Love"                                       | Jennifer Lopez, Antea Birchett, Anesha Birchett, Dernst                                                                 | D'Mile                                       | 3:54    |  |
| 9.             | "Invading My Mind"                               | Stefani Germanotta, Nadir Khayat                                                                                        | RedOne, Lady Gaga                            | 3:20    |  |
| 10.            | "Villain"                                        | Lopez, Stewart | Tricky Stewart                               | 4:03    |  |
| 11.            | "Starting Over"                                  | Gordon, Nathaniel Hills                                                                                                 | Danja                                        | 4:02    |  |
| 12.            | "Hypnotico" (faixa bónus)                        | Germanotta, Khayat, Tammar Chin, Claude Kelly, Aliaune Thiam                                                            | RedOne, Lady Gaga                            | 3:35    |  |
| Duração total: | Duração total:                                   | Duração total: | Duração total:                               | 46:58   |  |

| Versão deluxe  |                                                             |                                                                       |                |         |  |
| N.º            | Título                                                      | Compositor(es)                                                        | Produtor(es)   | Duração |  |
| 13.            | "Everybody's Girl"                                          | Michael Caren, Shep Crawford, Gordon                                  | Mike Caren     | 3:28    |  |
| 14.            | "Charge Me Up"                                              |                                                                       | RedOne         | 3:58    |  |
| 15.            | "Take Care"                                                 |                                                                       |                | 2:56    |  |
| 16.            | "Ven a Bailar (On the Floor Spanish Version)" (com Pitbull) | Hajji, Hamid, G. Hermosa, U. Hermosa, Janussi, Khayat, Perez, Sandell | Pitbull        | 4:52    |  |
| Duração total: | Duração total:                                              | Duração total:                                                        | Duração total: | 62:12   |  |